# Reinhard Gehlen
Reinhard Gehlen, född 3 april 1902 i Erfurt, död 8 juni 1979 i Berg vid Starnberger See, var en tysk militär (generalmajor) och chef för underrättelseverksamhet. Gehlen är mest känd som chef för underrättelsetjänsten Bundesnachrichtendienst i Västtyskland, en organisation han själv var med och grundade.

## Biografi
Reinhard Gehlen gjorde karriär inom den tyska militären under 1920- och 1930-talen. Han kom sedermera att bli medlem av den tyska generalstaben. Under andra världskriget var han ansvarig för underrättelseverksamheten på östfronten, Fremde Heere Ost. Gehlen omorganiserade verksamheten och fick stora framgångar i insamlandet av information om Sovjetunionens militär. Gehlens verksamhet kom att samla in en stor mängd information om Sovjetunionen och Röda armén. Detta gjorde Gehlen värdefull i samband med Kalla kriget. Gehlen hade själv planerat för ett liv efter kriget genom att dokumentera verksamheten på mikrofilm och sedan gömma undan informationen i Oberbayern. 
I samband med krigsslutet 1945 greps Gehlen och förhördes av amerikanarna som insåg att Gehlen hade information man vill komma åt. Gehlen flögs till USA men återvände 1946 till Tyskland för att på USA:s uppdrag grunda en underrättelseverksamhet riktad mot Sovjetunionen. Denna omvandlades 1956 till Västtysklands underrättelsetjänst som Gehlen var chef för fram till 1968.